# لخضر بن خلوف
لخضر بن عبد الله بن خلوف من شعراء الجزائر في القرن السادس عشر توفي وعمره 124 سنة ويعتبر من أشهر الشعراء الجزائريين في تلك الحقبة ليومنا هذا،ولد عام 1479م وتوفي عام 1585م  اشتهر بفضل قصائده لمديح النبي محمد والإلياذة التي وصف فيها معركة مزغران في 26 أوت 1558 ضد الإسبان
يعتبره السكان المحليون في ضواحي مستغانم بالغرب الجزائري وكامل الشمال الإفريقي بولي صالح وشيد له ضريح بمدينة سيدي لخضر و مدح لخضر بن عبدالله بن خلوف سكان الذين كان مشهورين ب منطقة وكانو هم أول سكان منطقة عند ضريح  هم عائلة بوغازي حتى اصبح تسمى قرية اولاد غازي و اصبحو الى يومينا هذا معمرين منطقة 

## حياته

### التسمية
كما أن الاسم الكامل لسيدي لخضر هو بلقاسم بن عبد الله بن خلوف المغراوي، تلقى عند الميلاد اسم الأكحل أي الأسود لون في الاعتقاد السائد كان يحفظ من العين بعد وعد قطعته أمه خولة لله، وفي اثناء زيارتها لضريح سيدي محمد لكحل رات في المنام لإبنها بحزام أخضر فغير إسمه للأخضر رمز التفاؤل، وفي رواية أخرى لخضر نفسه هو من غير إسمه من لكحل للخضر لرؤيا في منامه رآى فيها النبي محمد، سميت مدينة بإسمه سيدي لخضر (ولاية مستغانم).والعرب قديما كانوا يسمون الأخضر أسود والعكس،كما كانت تسمى العراق بأرض السواد بكثرة الباساتين والإخضرار

### نسبه
ينسب بن خلوف لقبيلة الزعافرية حيث ترعرع قبل أن يسافر ويستقر مع أبيه في مزغران وهي بلدة بالقرب من مدينة مستغانم الواقعة غرب الجزائر.يرجع نسب سيدي لخضربن خلوف حسب السيوطي للأدارسة حيث نسبه لـ:
| لخضر بن خلوف | عيسى بن الحسن بن يعقوب الشريف بن عبد الله بن عمران بن صفوان بن يسار بن موسى بن يحي بن موسى بن عيسى بن ادريس الولد بن ادريس الأكبر بن عبد الله الكامل بن الحسن المثنى بن الحسن البسيط بن علي كرم الله وجهه | لخضر بن خلوف |

### جهاده
شارك في المعركة التي شنها العثمانيون ضد الأسبان والتي وقعت في 26 أوت 1558، وقد ألف قصيدة تصف بدقة الواقعة.

### أسرته
تزوج بن خلوف امرأة إسمها ’’غنو’’ ابنة سيدي عفيف شقيق سيدي يعقوب الشريف وهو أحد الأولياء الصالحين وضريحه موجود بغرب مدينة سيدي علي. أنجبت له ببنت سماها حفصة، وأربعة أبناء هم (أحمد، محمد، أبا القاسم، الحبيب)
ثم انتقل إلى مدينة تلمسان بقصد التقرب من الشيخ محمد عبد الحق بن عبد الرحمان بن عبد الله المعروف باسم سيدي بومدين بهدف التعلم وتصفية الروح وتكريسها للعبادة

## ضريحه
موجود بمدينة سيدي لخضر والتي تحمل اسمه وتبعد عن ولاية مستغانم ب 50 كلم، وتوجد جانب ضريحه أقدم نخلة في العالم يزيد عمرها عن ستة قرون مازالت ثابتة وشامخة إلى يومنا هذا، حيث أشرف هو بنفسه على بنائها، إذ أوصى الولي الصالح أبنائه بدفنه أمام نخلته حيث جاء في وصيته:

## من قصائده
قصائد لخضر بن خلوف لها نطق لهجوى لكنها لو قرئت بالعربية لما كان ذلك صعبا

قصيدة في مدح النبي صلي الله عليه وسلم بعنوان اختارك الواحد الأحد، يقول فيها

## وصلات خارجية
- موقع vitamin من قصائده